# قرار مجلس الأمن التابع للأمم المتحدة رقم 304
قرار مجلس الأمن التابع للأمم المتحدة رقم 304، الذي اعتمد بالإجماع في 8 ديسمبر 1971، بعد النظر في طلب الإمارات العربية المتحدة للانضمام إلى عضوية الأمم المتحدة، أوصى المجلس الجمعية العامة بقبول الإمارات العربية المتحدة.